# Wolfgang Weitschat
Wolfgang Weitschat (* 3. November 1940 in Berlin; † 26. November 2016 in Bargteheide) war ein deutscher Geologe und Paläontologe.

## Leben
Wolfgang Weitschat studierte an der Universität Hamburg Geologie und Paläontologie, wurde 1973 in Hamburg mit seiner Dissertation über Stratigraphie und Ammoniten des höheren Untertoarciums (oberer Lias ε) von NW-Deutschland promoviert und wirkte anschließend als wissenschaftlicher Assistent am Geologisch-Paläontologischen Institut. 1978 wurde er zum Dozenten und Kurator am Geologisch-Paläontologischen Institut und Museum der Universität Hamburg ernannt. Wolfgang Weitschat blieb in der Folge bis zu seinem Ruhestand im Jahr 2006 in der Lehre und Forschung sowie in der Betreuung des Museums in Hamburg tätig.
Wissenschaftliche Schwerpunkte seiner Forschungstätigkeiten waren die Ammoniten der Trias sowie die Bernsteinforschung. Wolfgang Weitschat unternahm zur Erforschung der Biostratigraphie der triassischen Ammonitenfauna im Lauf der Jahre zwölf wissenschaftliche Expeditionen nach Spitzbergen und vertiefte seine hier gewonnenen Kenntnisse durch weitere Exkursionen in die Trias von Österreich, Griechenland, Italien, USA (Nevada), Ungarn, Timor und Russland (Sibirien).
Weitschat war bis 2011 der 1. Vorsitzende des Vereins zur Förderung des Geologisch-Paläontologischen Museums der Universität Hamburg, innerhalb dessen er mit Fachleuten und Laien 1993 den Arbeitskreis Bernstein gründete. 1998 veröffentlichte er mit Wilfried Wichard den Atlas der Pflanzen und Tiere im Baltischen Bernstein, der 2002 in englischer Sprache erschien und zu einem Standardwerk wurde.
Seine Publikationsliste umfasst über 100 Veröffentlichungen. Weitschat ist u. a. Erstbeschreiber der Ostracodengattung Triadocypris Weitschat 1983 mit der Typusart Triadocypris spitzbergensis Weitschat 1983 sowie gemeinsam mit Aaron M. Bauer und Wolfgang Böhme der Geckogattung Yantarogekko Bauer, Böhme & Weitschat 2005 mit der Typusart Yantarogekko balticus Bauer, Böhme & Weitschat 2005.
Ihm zu Ehren wurden unter anderem der Cephalopode Gymnotoceras weitschati Monnet & Bucher 2005 und aus der Ordnung der Gespenstschrecken das Taxon Oncotophasma weitschati Zompro 2007 benannt.

## Schriften (Auswahl)
- Stratigraphie und Ammoniten des höheren Untertoarcium (obere Lias ε) von NW-Deutschland. Geologisches Jahrbuch, Reihe A, 8, Bundesanstalt für Bodenforschung, 1973
- mit Ulrich Lehmann: Biostratigraphy of the uppermost part of the Smithian Stage (Lower Triassic) at the Botneheia, W-Spitsbergen. In: Mitt. Geol.-Paläont. Inst. Univ. Hamburg, 48, 1978, S. 85–100
- mit Ulrich Lehmann: Stratigraphy and ammonoids from the Middle Triassic Botneheia Formation (Daonella Shales) of Spitsbergen. In: Mitt. Geol.-Paläont. Inst. Univ. Hamburg, 54, 1983, S. 27–54
- Ostracoden (O. Myodocopida) mit Weichkörper-Erhaltung aus der Unter-Trias von Spitzbergen. In: Paläontologische Zeitschrift, 57, 1983, S. 309–323
- mit Klaus Bandel: Organic components in phragmocones of Boreal Triassic ammonoids: implications for ammonoid biology. In: Paläontologische Zeitschrift, 65, Stuttgart 1991, S. 269–303
- mit Wilfried Wichard: Atlas der Pflanzen und Tiere im Baltischen Bernstein. 256 Seiten, zahlreiche Abbildungen. Pfeil-Verlag, München 1998, ISBN 3-931516-45-8.
- mit Wilfried Wichard: Atlas of Plants and Animals in Baltic Amber. 256 S., Verlag Dr Friedrich Pfeil, München 2002, ISBN 3-931516-94-6.
- mit Wilfried Wichard: Im Bernsteinwald. 168 Seiten, Gerstenberg, Hildesheim 2004
- mit Aaron M. Bauer und Wolfgang Böhme: An Early Eocene gecko from Baltic amber and its implications for the evolution of gecko adhesion. In: Journal of Zoology. 265, 4, 2005, S. 327–332